# Sayana
Sāyaṇa (în sanscrită सायण, Sāyaṇācārya; decedat 1387) a fost un erudit brahman și un important comentator al Vedelor. A trăit în timpul regelui Bukka I și a succesorului său Harihara al II-lea, în Imperiul Vijayanagar din sudul Indiei. A fost fiul lui Mayaṇa, și ucenicul lui Vishnu Sarvajna și al lui Samkarananda. Fratele său este Vidyaraṇya.